# برج صلیب سرخ روپایان
برج صلیب سرخ روپایان (به لاتین: Red Crescent Rupayan Tower) یک آسمان‌خراش در بنگلادش است که در Motijheel Thana واقع شده‌است.